# تاکیوکی اوکاموتو
تاکیوکی اوکاموتو (انگلیسی: Takeyuki Okamoto؛ زادهٔ ۸ دسامبر ۱۹۶۷) بازیکن فوتبال اهل ژاپن است.